# Bobby Gillespie
Robert Bernard Andrew Gillespie (Glasgow, 22 de junho de 1962), mais conhecido pelo nome de Bobby Gillespie, é um músico escocês.[carece de fontes?] Ele é vocalista da banda de rock alternativo Primal Scream. Ele também foi baterista da banda The Jesus and Mary Chain, de 1984 a 1986, antes de dedicar-se à sua própria banda.